# Ankylocythere ancyla
Ankylocythere ancyla är en kräftdjursart som beskrevs av Crawford 1965. Ankylocythere ancyla ingår i släktet Ankylocythere och familjen Entocytheridae. Inga underarter finns listade i Catalogue of Life.